# Gheorghe Răboacă
Gheorghe Răboacă  (n. 6 martie 1935 în Comuna Păușești-Măglași, Vâlcea - d. 20 ianuarie 2008) a fost un senator român în legislatura 1992-1996 ales în județul Vâlcea pe listele Partidului Socialist al Muncii. Gheorghe Răboacă a obținut titlul de doctor în 1977 cu teza „Cointeresarea materială și folosirea rațională a forței de muncă” și a ajuns la gradul de conducător de doctorat. În cadrul activității sale parlamentare, Gheorghe Răboacă a fost membru în comisia pentru buget, finanțe, activitate bancară și piață de capital precum și în comisia pentru muncă, familie și protecție socială. Gheorghe Răboacă a fost membru în Comisia Senatorială de cercetare a evenimentelor din decembrie 1989.

## Legaturi externe
- Gheorghe Răboacă Arhivat în 22 august 2016, la Wayback Machine. la cdep.ro